# Línea 561B (Interurbanos Madrid)
La línea 561B de la red de autobuses interurbanos de Madrid une el intercambiador de Aluche (Madrid) con Pozuelo de Alarcón, Majadahonda y Las Rozas pasando por la avenida de Guadarrama.

## Características
Esta línea une el intercambiador de Aluche con Pozuelo de Alarcón, Majadahonda y Las Rozas.
La línea no mantiene los mismos horarios todo el año, durante el mes de agosto se reducen el número de expediciones, además de los días excepcionales vísperas de festivo y festivos de Navidad en los que los horarios también cambian y se reducen.
Sus salidas se encuentran coordinadas con las de las líneas 561 y 561A.
Está operada por Avanza Movilidad Integral mediante concesión administrativa del Consorcio Regional de Transportes de Madrid.

## Horarios

### 1 septiembre - 31 julio
| Lunes a viernes laborables | Lunes a viernes laborables | Sábados laborables | Sábados laborables | Domingos y festivos | Domingos y festivos |
| Madrid > Las Rozas         | Las Rozas > Madrid         | Madrid > Las Rozas | Las Rozas > Madrid | Madrid > Las Rozas  | Las Rozas > Madrid  |
| 06:20                      | 07:20                      | 07:40              | 08:40              | 07:55               | 08:55               |
| 07:56                      | 08:59                      | 08:40              | 09:40              | 08:55               | 09:55               |
| 08:26                      | 09:29                      | 09:40              | 10:40              | 09:55               | 10:55               |
| 09:32                      | 10:35                      | 10:40              | 11:40              | 10:55               | 11:55               |
| 09:59                      | 11:00                      | 11:40              | 12:40              | 11:55               | 12:55               |
| 10:30                      | 11:28                      | 12:40              | 13:40              | 12:55               | 13:55               |
| 11:10                      | 12:15                      | 13:40              | 14:40              | 14:25               | 15:25               |
| 12:00                      | 13:05                      | 14:40              | 15:40              | 15:05               | 16:05               |
| 12:30                      | 13:35                      | 15:40              | 16:40              | 16:05               | 17:05               |
| 13:30                      | 14:25                      | 16:40              | 17:40              | 17:05               | 18:08               |
| 14:00                      | 15:05                      | 17:40              | 18:40              | 18:05               | 19:12               |
| 14:40                      | 15:35                      | 18:40              | 19:40              | 19:11               | 20:07               |
| 15:30                      | 16:35                      | 19:40              | 20:40              | 20:17               | 21:15               |
| 16:00                      | 17:05                      | 20:40              | 21:40              |                     |                     |
| 16:30                      | 19:05                      |                    |                    |                     |                     |
| 17:20                      | 21:20                      |                    |                    |                     |                     |
| 18:00                      |                            |                    |                    |                     |                     |
| 18:30                      |                            |                    |                    |                     |                     |
| 20:38                      |                            |                    |                    |                     |                     |
| 21:55                      |                            |                    |                    |                     |                     |

### 1 - 31 agosto
| Lunes a viernes laborables | Lunes a viernes laborables | Sábados laborables | Sábados laborables | Domingos y festivos | Domingos y festivos |
| Madrid > Las Rozas         | Las Rozas > Madrid         | Madrid > Las Rozas | Las Rozas > Madrid | Madrid > Las Rozas  | Las Rozas > Madrid  |
| 06:30                      | 07:24                      | 07:54              | 08:54              | 08:27               | 09:29               |
| 07:50                      | 08:45                      | 09:06              | 10:06              | 09:29               | 10:31               |
| 08:20                      | 09:15                      | 10:18              | 11:18              | 10:31               | 11:33               |
| 09:40                      | 10:35                      | 11:30              | 12:30              | 11:33               | 12:35               |
| 10:12                      | 11:10                      | 12:42              | 13:42              | 12:35               | 13:38               |
| 11:20                      | 12:20                      | 13:54              | 14:54              | 13:38               | 14:42               |
| 11:50                      | 12:50                      | 15:06              | 16:06              | 14:42               | 15:46               |
| 12:50                      | 13:50                      | 16:18              | 17:18              | 15:46               | 16:50               |
| 13:20                      | 14:20                      | 17:30              | 18:30              | 16:50               | 18:58               |
| 14:05                      | 15:05                      | 18:42              | 19:42              | 18:58               | 20:02               |
| 14:50                      | 15:50                      | 19:54              | 20:54              | 20:02               | 21:06               |
| 16:05                      | 16:50                      |                    |                    |                     |                     |
| 16:50                      | 17:50                      |                    |                    |                     |                     |
| 17:35                      | 18:35                      |                    |                    |                     |                     |
| 18:20                      | 19:25                      |                    |                    |                     |                     |

## Recorrido y paradas

### Sentido Las Rozas
| Código | Parada                                       | Común con                                             | Conexiones con Metro y Cercanías | Municipio          | Zona |
| ------ | -------------------------------------------- | ----------------------------------------------------- | -------------------------------- | ------------------ | ---- |
| 08380  | Intercambiador de Aluche                     | 482 483 485 487 491 492 493 561 561A 563 591          | Aluche                           | Madrid             |      |
| 08458  | Av. Poblados - Empalme                       | 560 561 561A 562 563 564 571 572 574 591              | Empalme                          | Madrid             |      |
| 08409  | Ctra. Cchel. a Aravaca - Colonia Jardín      | 510A 532 560 561 561A 562 563 564 571 572 573 574 591 | Colonia Jardín                   | Madrid             |      |
| 08654  | Ctra. M502 - Urb. Los Ángeles                | 560 561 561A 562 563 564 571 572 573 574              |                                  | Pozuelo de Alarcón |      |
| 08658  | Ctra. M502 - Est. Prado De La Vega           | 560 561 561A 562 563 564                              | Prado de la Vega                 | Pozuelo de Alarcón |      |
| 08662  | Ctra. M502 - Colonia Los Ángeles             | 560 561 561A 563                                      | Colonia de los Ángeles           | Pozuelo de Alarcón |      |
| 08660  | Ctra. M502 - Prado Del Rey                   | 560 561 561A 563                                      | Prado del Rey                    | Pozuelo de Alarcón |      |
| 08706  | Ctra. M502 - Pinar De Somosaguas             | 560 561                                               |                                  | Pozuelo de Alarcón |      |
| 08711  | Ctra. M502 - Est. Somosaguas Centro          | 560 561 562 564 658                                   | Somosaguas Centro                | Pozuelo de Alarcón |      |
| 08716  | Ctra. M502 - Est. Pozuelo Oeste              | 560 561 562 658 3                                     | Pozuelo Oeste                    | Pozuelo de Alarcón |      |
| 08698  | Ctra. M502 - Antena Radio Madrid             | 560 561 562 658 3                                     |                                  | Pozuelo de Alarcón |      |
| 06884  | Av. Pablo VI - Rumanía                       | 560 561 561A 562 650B 657 658 815 1 3                 |                                  | Pozuelo de Alarcón |      |
| 09047  | Av. Pablo VI - París                         | 560 561 561A 562 566 650B 657 657A 658 815 1 2 3      |                                  | Pozuelo de Alarcón |      |
| 08679  | Chinchón - Cirilo Palomo                     | 561 561A 566 650A 657A 658 1                          |                                  | Pozuelo de Alarcón |      |
| 06444  | Antonio Becerril - Ayuntamiento              | 561 561A 566 650A 657A 1                              |                                  | Pozuelo de Alarcón |      |
| 08701  | Javier Fdez. Golfín - Parque Don Juan Borbón | 561 561A 566 650A 657                                 |                                  | Pozuelo de Alarcón |      |
| 10008  | Ctra. Majadahonda - Universidad              | 561 561A 565 650A 657 659                             |                                  | Pozuelo de Alarcón |      |
| 08781  | Ctra. Majadahonda - Av. Monteclaro           | 561 561A 565 650A 659                                 |                                  | Pozuelo de Alarcón |      |
| 08783  | Ctra. Pozuelo - Urb. Monteclaro              | 561 561A 565 650A 659                                 |                                  | Majadahonda        |      |
| 08785  | Ctra. Pozuelo - Centro de Prevención         | 561 561A 565 650A 659                                 |                                  | Majadahonda        |      |
| 08787  | Ctra. Pozuelo - Residencia                   | 561 561A 565 653 654 659 2                            |                                  | Majadahonda        |      |
| 08789  | Ctra. Pozuelo - Urb. Pinar Plantío           | 561 561A 565 653 654 659 2                            |                                  | Majadahonda        |      |
| 12067  | Ctra. Pozuelo - Ciudad Deportiva             | 561 561A 565 653 654 2                                |                                  | Majadahonda        |      |
| 08791  | Ctra. Pozuelo - Ins. Nacional de Salud       | 561 561A 567 626 633 650A 653 654 655 2               |                                  | Majadahonda        |      |
| 08793  | Ctra. Pozuelo - Urb. El Paular               | 561 561A 567                                          |                                  | Majadahonda        |      |
| 18073  | Ctra. Pozuelo - Francisco Umbral             | 561 561A 567 650A 1                                   |                                  | Majadahonda        |      |
| 18612  | Neptuno - Alcalde Aurelio Tallón             | 650A 651 654 1                                        |                                  | Majadahonda        |      |
| 11835  | Santo Tomás - Pza. Lealtad                   | 650A 651 654 1                                        |                                  | Majadahonda        |      |
| 11854  | Santo Tomás - Granadilla                     | 650A 651 654 1                                        |                                  | Majadahonda        |      |
| 11868  | Charaima - Doctor Fleming                    | 651                                                   |                                  | Majadahonda        |      |
| 11866  | Virgen de Loreto - Charaima                  | 651                                                   |                                  | Majadahonda        |      |
| 11861  | Av. Guadarrama - Instituto                   | 651 1                                                 |                                  | Majadahonda        |      |
| 06518  | Av. Guadarrama - Urb. Monte Luxor            | 651 1                                                 |                                  | Majadahonda        |      |
| 06424  | Av. Guadarrama - Centro de Especialidades    | 651 1                                                 |                                  | Majadahonda        |      |
| 06205  | Av. Guadarrama - Av. Reyes Católicos         | 651 1                                                 |                                  | Majadahonda        |      |
| 11019  | Av. Reyes Católicos - Sta. Beatriz de Silva  | 561 561A 626 655                                      |                                  | Majadahonda        |      |
| 12954  | Yucatán - Canencia                           | 561 561A 626                                          |                                  | Majadahonda        |      |
| 06136  | Av. España - Urb. Las Cabañas II             | 561 561A 621 622 624 626 629                          |                                  | Las Rozas          |      |
| 06137  | Av. España - Comunidad de Baleares           | 561 561A 621 622 624 626 629                          |                                  | Las Rozas          |      |
| 09334  | Av. España - Principado de Asturias          | 561 561A 621 622 624 626 629                          |                                  | Las Rozas          |      |
| 06208  | Av. España - Comunidad Castilla-La Mancha    | 561 561A 621 622 624 626 629                          |                                  | Las Rozas          |      |
| 06238  | Comunidad Castilla-La Mancha - Burgocentro   | 561 561A 622 626                                      |                                  | Las Rozas          |      |
| 06145  | Av. Iglesia - Real                           | 561 561A 620 621 622 623 624 626 1 2                  |                                  | Las Rozas          |      |
| 13035  | Cta. San Francisco - Pza. Madrid             | 561 561A 620 622                                      |                                  | Las Rozas          |      |
| 20353  | Av. Noroeste - Av. Doctor Toledo             | 561 561A 620 622                                      |                                  | Las Rozas          |      |
| 06103  | Av. Noroeste - Siete Picos                   | 561 561A 620 622                                      |                                  | Las Rozas          |      |

### Sentido Madrid (Aluche)
| Código | Parada                                      | Común con                                             | Conexiones con Metro y Cercanías | Municipio          | Zona |
| ------ | ------------------------------------------- | ----------------------------------------------------- | -------------------------------- | ------------------ | ---- |
| 06132  | Av. Noroeste - Pº Pinar                     | 561 561A 620 622                                      |                                  | Las Rozas          |      |
| 06133  | Av. Doctor Toledo - Colegio                 | 561 561A 620 621 622 623 624 626 1 2                  |                                  | Las Rozas          |      |
| 11088  | Av. Constitución - Ayuntamiento             | 561 561A 620 621 622 623 624 626 1 2                  |                                  | Las Rozas          |      |
| 09333  | Comunidad Castilla-La Mancha - Burgocentro  | 561 561A 621 622 624 626 633 1 2                      |                                  | Las Rozas          |      |
| 06173  | Comunidad Castilla-La Mancha - Av. España   | 561 561A 622 626 1 2                                  |                                  | Las Rozas          |      |
| 09335  | Av. España - Principado de Asturias         | 561 561A 621 622 624 626 629                          |                                  | Las Rozas          |      |
| 06174  | Av. España - Comunidad de Canarias          | 561 561A 621 622 624 626 629                          |                                  | Las Rozas          |      |
| 06136  | Av. España - Urb. Las Cabañas II            | 561 561A 621 622 624 626 629                          |                                  | Las Rozas          |      |
| 06248  | Av. Reyes Católicos - Sta. Beatriz de Silva | 561 561A 626 655                                      |                                  | Majadahonda        |      |
| 06176  | Av. Guadarrama - Av. Reyes Católicos        | 651 2                                                 |                                  | Majadahonda        |      |
| 06240  | Av. Guadarrama - Centro de Especialidades   | 651 2                                                 |                                  | Majadahonda        |      |
| 11859  | Av. Guadarrama - Centro Deportivo           | 651 2                                                 |                                  | Majadahonda        |      |
| 11860  | Av. Guadarrama - Instituto                  | 651 2                                                 |                                  | Majadahonda        |      |
| 11862  | Puerto de los Leones - Charaima             | 651                                                   |                                  | Majadahonda        |      |
| 11865  | Charaima - Valle del Arcipreste             | 651                                                   |                                  | Majadahonda        |      |
| 11867  | Charaima - Virgen del Rosario               | 651                                                   |                                  | Majadahonda        |      |
| 09409  | San Vicente - Pza. San Roque                | 650B 651 2                                            |                                  | Majadahonda        |      |
| 11855  | Santo Tomás - San Jaime                     | 650B 651 2                                            |                                  | Majadahonda        |      |
| 10491  | Santo Tomás - Pza. Lealtad                  | 650B 651 2                                            |                                  | Majadahonda        |      |
| 18613  | Neptuno - Alcalde Aurelio Tallón            | 650B 651 2                                            |                                  | Majadahonda        |      |
| 18071  | Ctra. M516 - Rosalía de Castro              | 650B 2                                                |                                  | Majadahonda        |      |
| 09406  | Ctra. Pozuelo - Instituto                   | 561 561A                                              |                                  | Majadahonda        |      |
| 08794  | Ctra. Pozuelo - Urb. El Paular              | 561 561A                                              |                                  | Majadahonda        |      |
| 08792  | Ctra. Pozuelo - Ins. Nacional de Sanidad    | 561 561A 567 626 633 650B 653 654 655 1               |                                  | Majadahonda        |      |
| 12066  | Ctra. Pozuelo - Ciudad Deportiva            | 561 561A 565 653 654 1                                |                                  | Majadahonda        |      |
| 08790  | Ctra. Pozuelo - Urb. Pinar Plantío          | 561 561A 565 653 654 659 1                            |                                  | Majadahonda        |      |
| 08788  | Ctra. Pozuelo - Residencia                  | 561 561A 565 653 654 659 1                            |                                  | Majadahonda        |      |
| 08786  | Ctra. Pozuelo - Centro de Prevención        | 561 561A 565 650B 659                                 |                                  | Majadahonda        |      |
| 08784  | Ctra. Pozuelo - Urb. Monteclaro             | 561 561A 565 650B 659                                 |                                  | Majadahonda        |      |
| 08782  | Ctra. Majadahonda - Av. Monteclaro          | 561 561A 565 650B 659                                 |                                  | Pozuelo de Alarcón |      |
| 08721  | Ctra. Majadahonda - Universidad             | 561 561A 565 650B 657 659                             |                                  | Pozuelo de Alarcón |      |
| 08703  | José Navarro Reverter - Felipe Alfaro       | 561 561A 566 650B 656A 657                            |                                  | Pozuelo de Alarcón |      |
| 18368  | Ctra. M515 - Javier Fdez. Golfín            | 561 561A 566 650B 656A 657                            |                                  | Pozuelo de Alarcón |      |
| 06478  | Antonio Becerril - Javier Fdez. Golfín      | 561 561A 562 564 566 650B 656 656A 657 3              |                                  | Pozuelo de Alarcón |      |
| 06445  | Antonio Becerril - Ayuntamiento             | 561 561A 562 564 566 650B 656 656A 657 657A 815 1 2 3 |                                  | Pozuelo de Alarcón |      |
| 08700  | Ctra. Carabanchel - Cirilo Palomo           | 561 561A 562 564 566 650B 657 657A 658 815 1 3        |                                  | Pozuelo de Alarcón |      |
| 08717  | Ctra. M502 - Est. Pozuelo Oeste             | 560 561 562 658 2                                     | Pozuelo Oeste                    | Pozuelo de Alarcón |      |
| 16950  | Ctra. M502 - Est. Somosaguas Centro         | 560 561 562 564 658                                   | Somosaguas Centro                | Pozuelo de Alarcón |      |
| 08707  | Ctra. M502 - Pinar De Somosaguas            | 560 561                                               |                                  | Pozuelo de Alarcón |      |
| 08665  | Av. Radio Y Televisión - Ctra. M502         | 560 561 561A 563                                      |                                  | Pozuelo de Alarcón |      |
| 08661  | Av. Radio Y Televisión - Prado Del Rey      | 560 561 561A 563                                      | Prado del Rey                    | Pozuelo de Alarcón |      |
| 08663  | Ctra. M502 - Colonia Los Ángeles            | 560 561 561A 563                                      | Colonia de los Ángeles           | Pozuelo de Alarcón |      |
| 08659  | Ctra. M502 - Est. Prado De La Vega          | 560 561 561A 562 563 564                              | Prado de la Vega                 | Pozuelo de Alarcón |      |
| 08708  | Ctra. M502 - Urb. Los Ángeles               | 560 561 561A 562 563 564                              |                                  | Pozuelo de Alarcón |      |
| 08653  | Ctra. M502 - Gta. Arroyo Meaques            | 560 561 561A 562 563 564 571 572 573 574              |                                  | Pozuelo de Alarcón |      |
| 08410  | Ctra. Cchel. A Aravaca - Colonia Jardín     | 560 561 561A 562 563 564 571 572 573 574 591          | Colonia Jardín                   | Madrid             |      |
| 3592   | Avenida de los Poblados-Empalme             | 36 H 561 561A 562 563 564 571 572 574 591             | Empalme                          | Madrid             |      |
| 3209   | Avenida de los Poblados-Aluche              | 131 H 561 561A 562 563 564                            | Aluche                           | Madrid             |      |
| 08380  | Intercambiador de Aluche                    | 482 483 485 487 491 492 493 561 561A 563 591          | Aluche                           | Madrid             |      |